# Gamepower
Gamepower is een Vlaams voormalig televisieprogramma over videogames op jongerenzender JIMtv.
De voormalige presentator, Frank Molnar, zorgde ervoor dat het programma vooral over blote vrouwen ging in plaats van videospelletjes. Hierdoor werd Gamepower het bestbekeken programma op JIMtv, waardoor het van nethoofd Jo Nachtergaele in die vorm mocht blijven bestaan. Op het Gamepower-forum van de JIM-website schreeuwden de gamers moord en brand om de volgens hen onprofessionele houding van frontman Molnar. Hij wist volgens hen niets van games en zou allesbehalve objectief zijn.
De redactie en medewerkers van Gamepower, waaronder medepresentator Jan De Volder, konden de situatie echter niet langer aan en stapten op.
Na de overstap van Frank Molnar naar TMF bleef Gamepower bestaan onder leiding van de redactie van Official PlayStation Magazine Benelux. Nu bleef Gamepower wel bij zijn oorspronkelijke onderwerp: videospelletjes. Het werd gepresenteerd door Jan Van den Bossche. Gamepower valt te vergelijken met Gunk TV, uitgezonden op TMF.

## Seizoen 2006-2007
In 2006 werd Gamepower in een volledig nieuw jasje gestoken en kreeg het enkele nieuwe rubrieken. Ook werd het niet meer opgenomen in een studio maar speelde het zich nu volledig buiten af. Vaak zijn de twee vj's te zien in hun auto of ergens in een stadscentrum of op een game-evenement. In elke aflevering komen ze 'toevallig' op hun weg ook een bloedmooie dame tegen, die enkele minuten in beeld verschijnt in de rubriek "het kijkcijferkanon van de week". Later werd het programma gepresenteerd door VJ Rik en VJ Niko.

## Seizoen 2007-2008
In dit seizoen verdween het kijkcijferkanon van de week en ging Gamepower in zee met MediaMarkt in de rubriek "MediaMarkt top 5".